# Ровира, Брайан
Брайан Андрес Ровира Феррейра (англ. Brayan Andrés Rovira Ferreira; род. 2 декабря 1996 года, Боскония, Колумбия) — колумбийский футболист, нападающий клуба «Депортес Толима».

## Клубная карьера
Ровира — воспитанник клуба «Атлетико Насьональ». 22 ноября 2015 года в матче против «Кукута Депортиво» он дебютировал в Кубке Мустанга. В том же году Брайан помог клубу выиграть чемпионат. Летом 2016 года Ровира перешёл в «Энвигадо». 13 июля в матче против «Индепендьенте Медельин» он дебютировал за новую команду. 16 октября в поединке против «Мильонариос» Брайан забил свой первый гол за «Энвигадо».

## Международная карьера
В 2013 году в составе юношеской сборной Колумбии Ровира принял участие в юношеском чемпионате Южной Америки в Аргентине. На турнире он сыграл в матчах против команд Аргентины, Эквадора, Венесуэлы и Парагвая.
В 2015 году в составе молодёжной сборной Колумбии Тельо занял второе место на молодёжном чемпионате Южной Америки в Уругвае. На турнире он принял участие в матчах против команд Чили, Перу, Парагвая, Аргентины и дважды Уругвая и Бразилии.

## Достижения
- Чемпион Колумбии (1): Финалисасьон 2015
- Обладатель Кубка Колумбии (1): 2021
- Вице-чемпион Южной Америки среди молодёжи (1): 2015